# Élection de Saint-Lô
L'élection de Saint-Lô est une ancienne circonscription administrative de la Manche qui faisait partie de la généralité de Caen.

## Histoire
Elle est constituée une première fois par édit royal en avril 1639, à partir de 55 paroisses des sergenteries de Torigny et de Saint-Clair (élection de Bayeux), 21 paroisses des sergenteries de Saint-Lô et du Hommel-et-la-Comté (élection de Carentan), et 25 paroisses des sergenteries de Moyon et de Saint-Gilles (élection de Coutances). 
Supprimée en août 1661, elle est reconstituée en mars 1691 avec 41 paroisses de l'élection de Bayeux, 29 de celle de Carentan, et 26 de l'élection de Coutances.

## Composition
En 1713, l'élection de Saint-Lô s'étendait totalement ou partiellement sur 10 sergenteries :
- Sergenterie de Carentan (6 paroisses).
- Sergenterie de Cerisy (1 paroisse).
- Sergenterie de la Comté (2 paroisses).
- Sergenterie du Hommet (15 paroisses).
- Sergenterie de Maufras (1 paroisse).
- Sergenterie de Moyon (20 paroisses).
- Sergenterie de Saint-Clair (7 paroisses).
- Sergenterie de Saint-Gilles (8 paroisses).
- Sergenterie de Saint-Lô (la ville de Saint-Lô et 4 paroisses).
- Sergenterie de Torigni (35 paroisses).